# Beketov (kráter)
Beketov je malý impaktní kráter nacházející se v severní části Mare Tranquillitatis (Moře klidu) na přivrácené straně Měsíce. Má průměr 8,4 km, pojmenován je podle ruského chemika Nikolaje Nikolajeviče Beketova. Je miskovitého tvaru s malou plochou dna kolem středu. Než jej Mezinárodní astronomická unie přejmenovala, nesl název Jansen C.
Severně leží kráter Fabbroni, severovýchodně Vitruvius, západoseverozápadně Dawes. Jižně se nachází „duchový kráter“ Jansen R, od něhož se táhne brázda Rima Jansen. Ještě dále na jih leží kráter Jansen. Jihovýchodně od Beketova se táhne hřbet Dorsa Barlow.